# Lion – Der lange Weg nach Hause
Lion – Der lange Weg nach Hause ist ein US-amerikanisches Filmdrama des Regisseurs Garth Davis aus dem Jahr 2016. Der Film feierte im Rahmen des Toronto International Film Festivals 2016 seine Premiere und kam am 25. November 2016 in die US-amerikanischen Kinos. Der Film basiert auf dem Roman Lion: Der lange Weg nach Hause von Saroo Brierley aus dem Jahr 2014, in dem der Autor seine eigene Lebensgeschichte niederschrieb.
Im Rahmen der Oscarverleihung 2017 erhielt Lion in sechs Kategorien eine Nominierung, darunter als Bester Film und für das Beste adaptierte Drehbuch.

## Handlung
Im Jahr 1986 lebt der fünfjährige Saroo in einem kleinen Dorf bei Khandwa in Indien mit seiner Mutter Kamla, seinem älteren Bruder Guddu und seiner jüngeren Schwester Shekila in armen Verhältnissen. Sie ernähren sich durch Hilfsarbeiten und kleinere Gaunereien.
Eines Tages überredet er Guddu, den er bewundert, dass dieser ihn zu einer nächtlichen Arbeit mitnimmt. Als Saroo müde wird, soll er auf einem Bahnsteig auf Guddu warten, doch als dieser bis zum nächsten Abend nicht erscheint, steigt Saroo in einen leeren Zug und schläft dort weiter. Als er aufwacht, ist der Zug losgefahren, erst im 1600 Kilometer entfernten Kalkutta kann Saroo aussteigen.
In Kalkutta wird Bengalisch gesprochen, doch Saroo spricht nur Hindi, kennt seinen Familiennamen nicht und spricht den Namen seines Wohnortes ungewöhnlich aus. So kann ihm niemand helfen, zurück nach Hause zu kommen. Saroo lebt auf der Straße, entkommt mehrmals knapp Kinderfängern und wird schließlich in einem lieblosen Waisenhaus untergebracht, von wo er 1987 von einer wohlwollenden Aktivistin an australische Adoptiveltern vermittelt wird. Sue und John Brierley geben dem Jungen in Tasmanien ein liebevolles Zuhause.

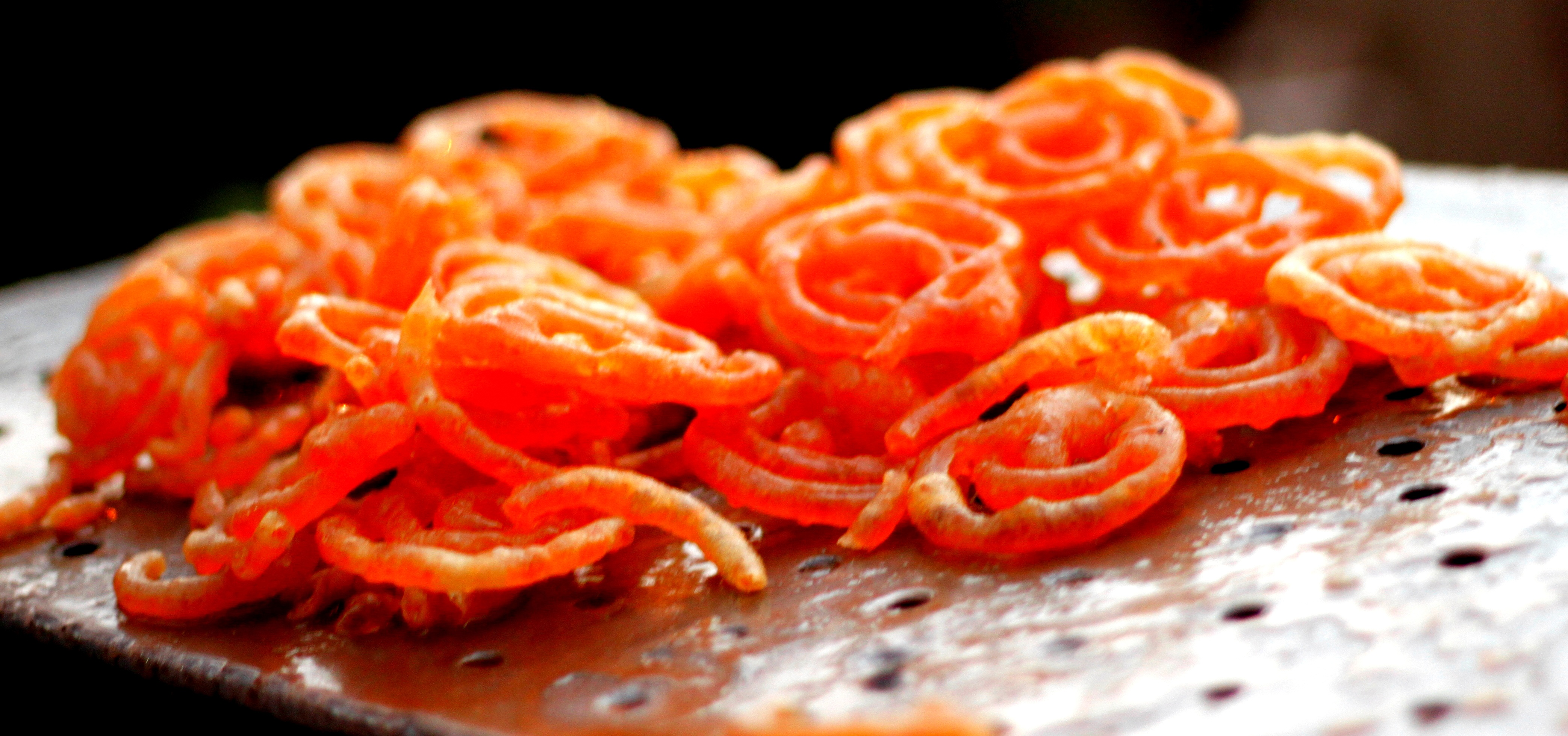
Durch Jalebi, eine indische Süßigkeit, wird Saroo an seine frühere Heimat erinnert

20 Jahre darauf ist Saroo zu einem jungen Mann herangewachsen, der seine Adoptiveltern aufrichtig liebt und eine Ausbildung zum Hotelmanager anstrebt. Auf einer Party erinnert ihn die indische Süßigkeit Jalebi an seine Kindheit und weckt die lange verdrängte Frage nach seiner Herkunft neu. Ihm wird bewusst, dass er noch eine weitere Mutter hat, die ihn vermisst. Mit Hilfe von Google Earth und Recherchen versucht er nun, den Abfahrtsort des Zuges zu ermitteln, der ihn nach Kalkutta gebracht hat. Davon sagt er zunächst weder seinen Adoptiveltern noch seiner Freundin Lucy etwas, um nicht undankbar zu erscheinen. Nach jahrelanger erfolgloser Suche trifft er in Google Earth auf eine vertraute Landschaft, folgt einer Bahnlinie und erkennt den Wasserturm des Bahnhofs wieder, wo er auf Guddu gewartet hat, von da aus findet er endlich sein Heimatdorf.
Er beschließt, nach Indien zu reisen und seine ursprüngliche Familie aufzusuchen, ohne zu wissen, ob sie noch lebt. Seiner Adoptivmutter erzählt er davon erst kurz vorher; entgegen seiner Erwartung zeigt sie Verständnis. In Indien findet Saroo die Behausung seiner Kindheit wieder, die in einen Ziegenstall umfunktioniert wurde. Dessen Besitzer kann ihn zu seiner Mutter führen, die ihn überwältigt begrüßt. Auch seine kleine Schwester lebt noch, Guddu aber ist in der Nacht, in der Saroo davongefahren ist, tödlich verunglückt. Zudem erfährt er, dass er seinen eigenen Namen falsch ausspricht – eigentlich heißt er „Sheru“, was „Löwe“ bedeutet.
Am Ende zeigen dokumentarische Aufnahmen, dass ein Jahr später auch seine Adoptiveltern Saroos indische Heimat besuchen und seine Mutter begrüßen.

## Produktion

### Hintergrund

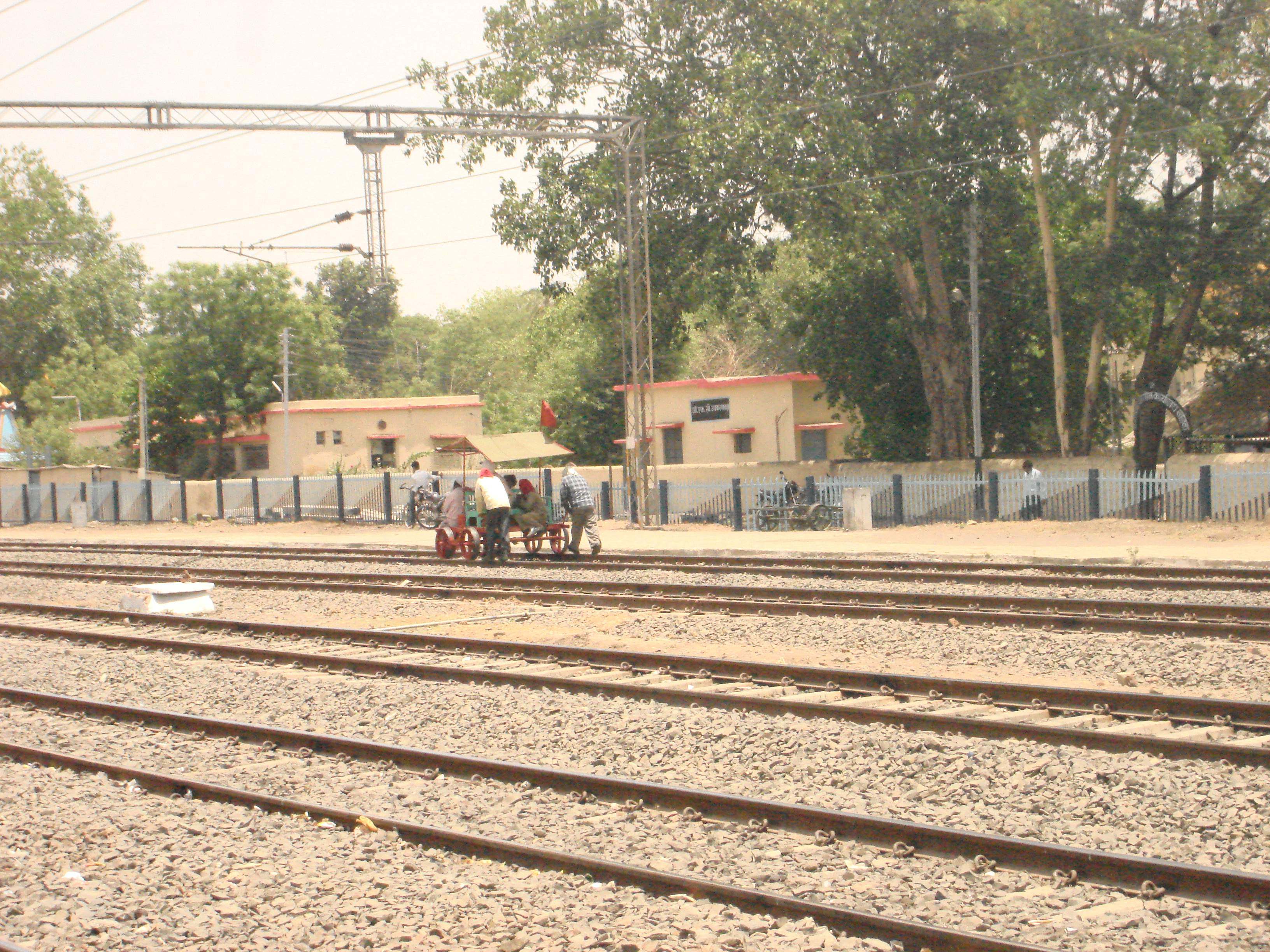
Am Bahnhof von Khandwa stieg Saroo als Fünfjähriger
in einen Zug

Der Film basiert auf einer wahren Begebenheit. Saroo Brierley war als Fünfjähriger wirklich in einen Zug eingestiegen und erwachte 14 Stunden später in der ihm fremden Stadt Kalkutta. Dort hatte er sich zunächst wochenlang mit Bettelei über Wasser gehalten, bis er in ein Waisenhaus kam. Weil er weder den Namen der Stadt wusste, aus der er stammte, noch einen Familiennamen nennen konnte, wurde der Junge zur Adoption freigegeben. Das Ehepaar, das ihn adoptierte, lebte in Tasmanien, wohin sie ihn mitnahmen.
Saroo, der noch heute in der Firma seiner Eltern arbeitet, fing als Erwachsener an, mithilfe von Google Earth nach seiner früheren Heimat zu suchen. Er suchte die Aufnahmen von ganz Indien nach Anhaltspunkten ab und berechnete schließlich, wie weit er in jener Nacht wohl gefahren sein könnte. Schließlich zog er einen entsprechend weiten Kreis um Kalkutta und kam so zu dem Ort Khandwa in Zentralindien. Saroo zoomte in die Karte hinein und erkannte vieles wieder, darunter auch einen Springbrunnen, an dem er als Kind gespielt hatte. Nachdem er im Jahr 2012 seine Familie in Indien wiedergefunden hatte, veröffentlichte Brierley 2014 den Roman A Long Way Home, in dem er seine Lebensgeschichte niederschrieb. Das Buch erschien unter dem Titel Mein langer Weg nach Hause auch in deutscher Sprache.

### Stab und Besetzung
Die Regie übernahm der Australier Garth Davis. Die filmische Adaption des Romans stammt vom Drehbuchschreiber Luke Davies.
Der Schauspieler Dev Patel, mit dem bereits vor Beginn der eigentlichen Dreharbeiten Probeaufnahmen stattfanden, ist im Film in der Rolle von Saroo im Erwachsenenalter zu sehen. Als Kind wird Saroo von Sunny Pawar gespielt. Nicole Kidman und David Wenham übernahmen die Rollen seiner australischen Adoptiveltern Sue und John Brierley. Im Juli 2015 wurde die Besetzung von Lucy mit Rooney Mara bekannt, die im Film Saroos Freundin spielt. Abhishek Bharate übernahm im Film die Rolle seines leiblichen Bruders Guddu Khan, Divian Ladwa als Mantosh Brierley die Rolle seines Adoptivbruders und Pallavi Sharda die der indischen Studentin Prama. Die Rolle von Kamla Munshi, Saroos leiblicher Mutter, wurde mit Priyanka Bose besetzt. Deepti Naval spielt Saroj Sood, die Gründerin der indischen Adoptionsbehörde ISSA. Tannishtha Chatterjee ist in der Rolle von Noor und Nawazuddin Siddiqui in der Rolle von Rama zu sehen.
Iain Canning, einer der Produzenten des Films, sagte über die Besetzung der Hauptrolle mit Patel: „Dev bringt eine unglaubliche Tiefe in diese Rolle, die über alles hinausgeht, was wir bisher von ihm gesehen haben.“ Viele der anderen Schlüsselrollen wurden mit erfahrenen indischen Schauspielern besetzt. So ist Siddiqui, der im Film in der Rolle von Rama zu sehen ist, einer der größten Filmstars Indiens und wurde vielfach ausgezeichnet. Auch Bose, Chatterjee und Naval sind als Schauspieler in Indien hoch angesehen. Jadhav, der im Film den jungen Mantosh spielt, ist ein indischer Junge, der an einer von einer NGO betriebenen Schule entdeckt wurde. Ladwa ist hingegen wie Patel Brite.

### Synchronisation
Die deutsche Synchronisation entstand nach einem Dialogbuch von Michael Schlimgen und Christoph Cierpka im Auftrag der Scalamedia GmbH, Berlin, wobei Cierpka auch die Dialogregie übernahm. Es existieren eine komplett synchronisierte und eine teilsynchronisierte Fassung. Für das Kino wurden lediglich die englischsprachigen Dialoge synchronisiert, während jene in Hindi und Bengali untertitelt wurden. Für die TV-Ausstrahlung wurde der Film hingegen komplett synchronisiert.
| Schauspieler          | Rolle             | Synchronsprecher       |
| --------------------- | ----------------- | ---------------------- |
| Dev Patel             | Saroo Brierley    | Tino Mewes             |
| Sunny Pawar           | Saroo als Junge   | Anshumali Dhillon      |
| Nicole Kidman         | Sue Brierley      | Petra Barthel          |
| David Wenham          | John Brierley     | Michael Lott           |
| Rooney Mara           | Lucy              | Kaya Marie Möller      |
| Pallavi Sharda        | Prama             | Shanti Chakraborty     |
| Abhishek Bharate      | Guddu Khan        |                        |
| Divian Ladwa          | Mantosh Brierley  | Marios Gavrilis        |
| Priyanka Bose         | Kamla Munshi      |                        |
| Deepti Naval          | Saroj Sood        | Mala Bose              |
| Tannishtha Chatterjee | Noor              | Ana Purwa              |
| Nawazuddin Siddiqui   | Rama              |                        |
| Emilie Cocquerel      | Annika            | Jessica Walther-Gabory |
| Arka Das              | Sami              | Imtiaz Haque           |
| Keshav Jadhav         | Mantosh als Junge | Ishaan Dhillon         |

### Dreharbeiten
Die Dreharbeiten fanden in Indien und ab April 2015 in Australien, unter anderem in Melbourne und Hobart statt. Insgesamt dauerten die Dreharbeiten 53 Tage.
In den ersten sechs Wochen fanden die Dreharbeiten in Indien statt, so in der Industriestadt Indore und in Kalkutta in Westbengalen, wo man an der Howrah Junction Railway Station drehte, dem ältesten Bahnhof der Stadt und dem größten Komplex innerhalb des indischen Eisenbahnsystems, der sich einige Kilometer westlich des Zentrums der indischen Großstadt befindet und Ankunftsort der wichtigsten Züge von Süden und Westen ist. Diesen verglichen die Produzenten des Films mit dem New Yorker Grand Central Terminal, allerdings würden an der Howrah Station täglich Millionen von Menschen abgefertigt. Weitere Aufnahmen entstanden dort an der Howrah Bridge, die über den Hugli Kalkutta mit Howrah verbindet und als eines der Weltwunder Indiens gilt, das von Menschenhand geschaffen wurde.
Im zweiten Teil des Produktionsprozesses wurden die Dreharbeiten auf der Insel Tasmanien fortgeführt, die sich im Süden Australiens befindet. Die dortigen Dreharbeiten erstreckten sich über viereinhalb Wochen. Im April 2015 erfolgten an acht Tagen Aufnahmen in Hobart, der Hauptstadt von Tasmanien, die im Film zu Saroos neuer Heimatstadt wird. Am nahe der Hafenstadt gelegenen Mount Wellington wurde die Szene gedreht, in der Saroo und Lucy auf die Stadt Hobart blicken. Am Marion Bay erfolgten die Aufnahmen der Szene, in der die Familie am Strand Cricket spielt. Weitere Drehorte in Tasmanien waren die Bruny Island südöstlich von Tasmanien, die im Überflug gefilmt wurde, der Recherche Bay an der Südküste Tasmaniens und Cape Hauy, das die äußerste Spitze der Insel bildet.

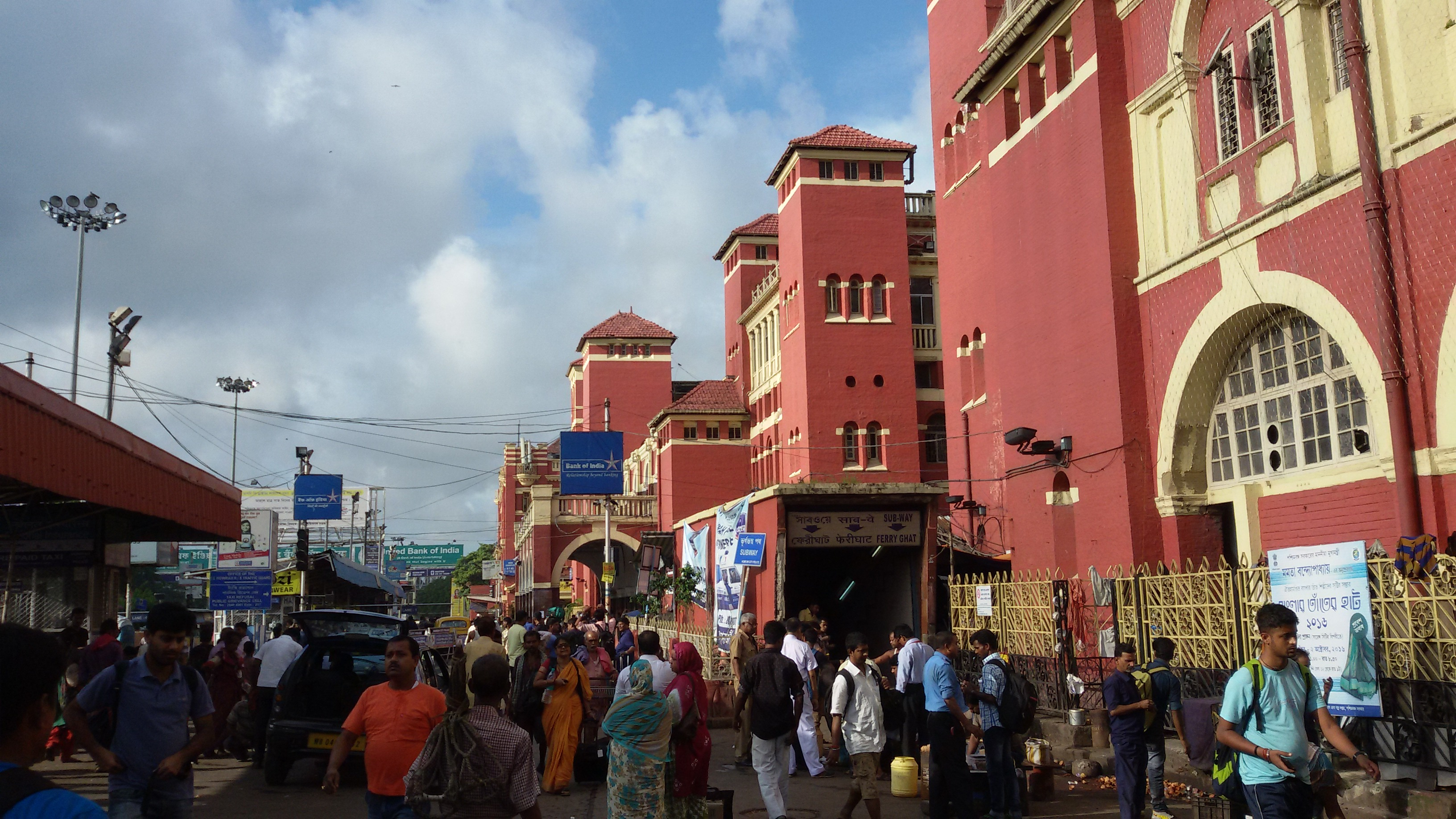
Nach einer langen Zugfahrt findet sich Saroo in Kalkutta wieder, wo der Film zu Beginn gedreht wurde
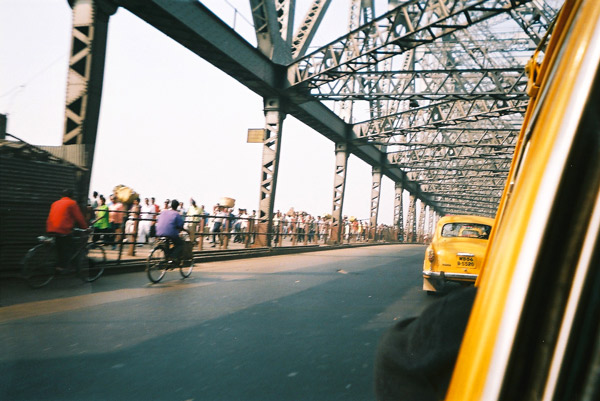
Die Howrah Bridge verbindet Kalkutta über den Hugli mit Howrah
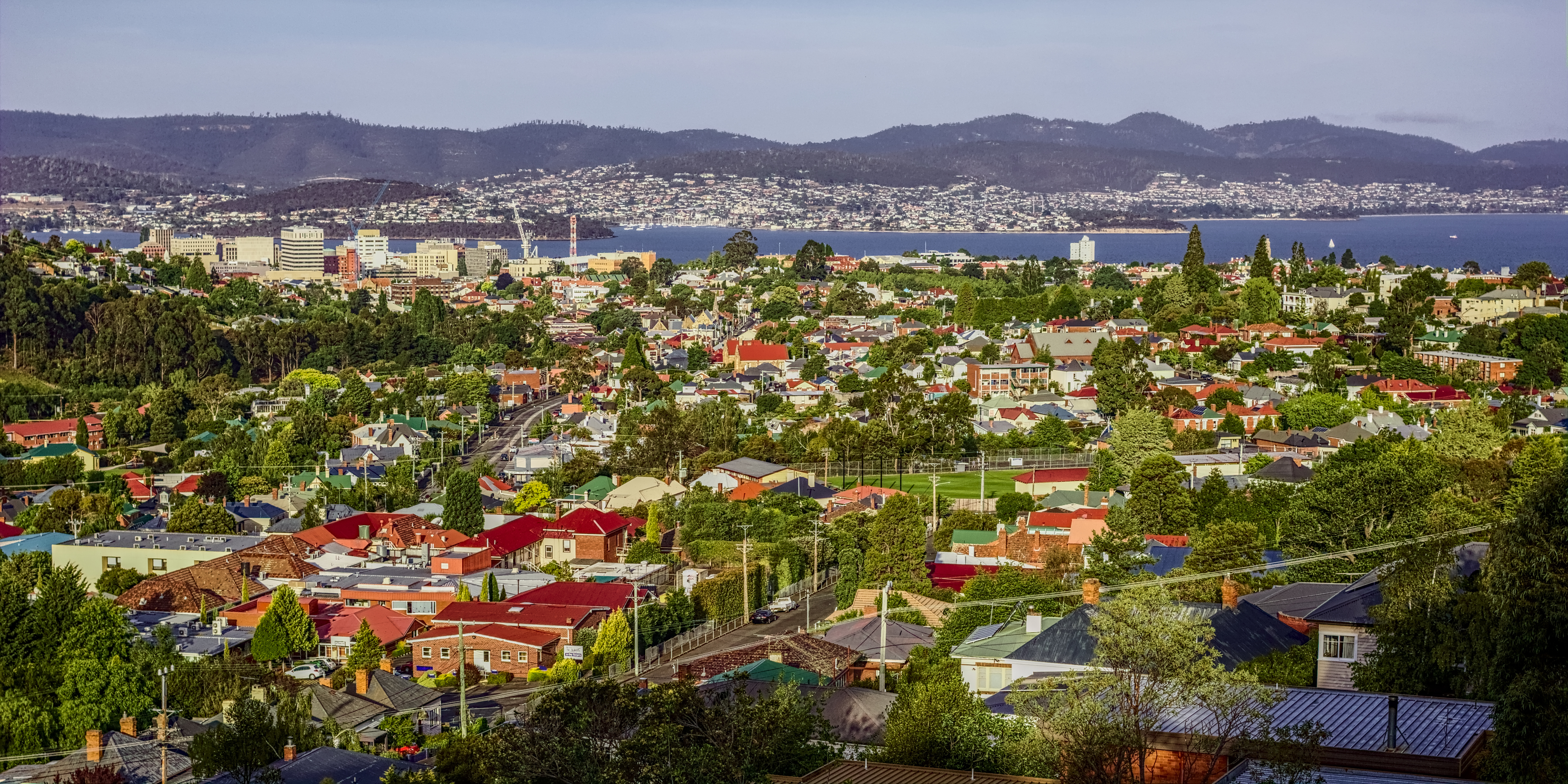
Saroos neue Heimatstadt Hobart vom Mount Wellington aus gesehen
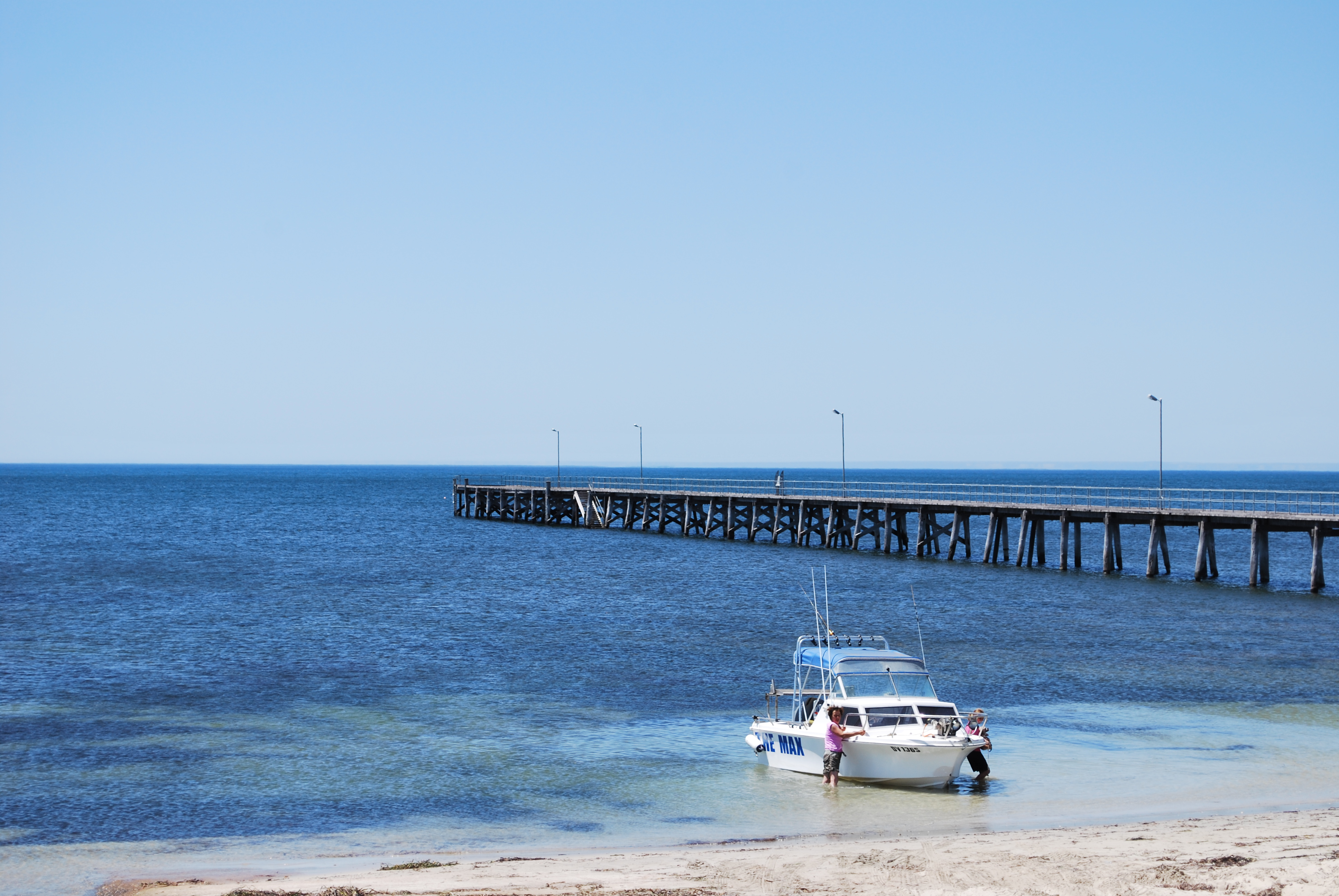
Am Marion Bay spielte die Familie im Film Cricket
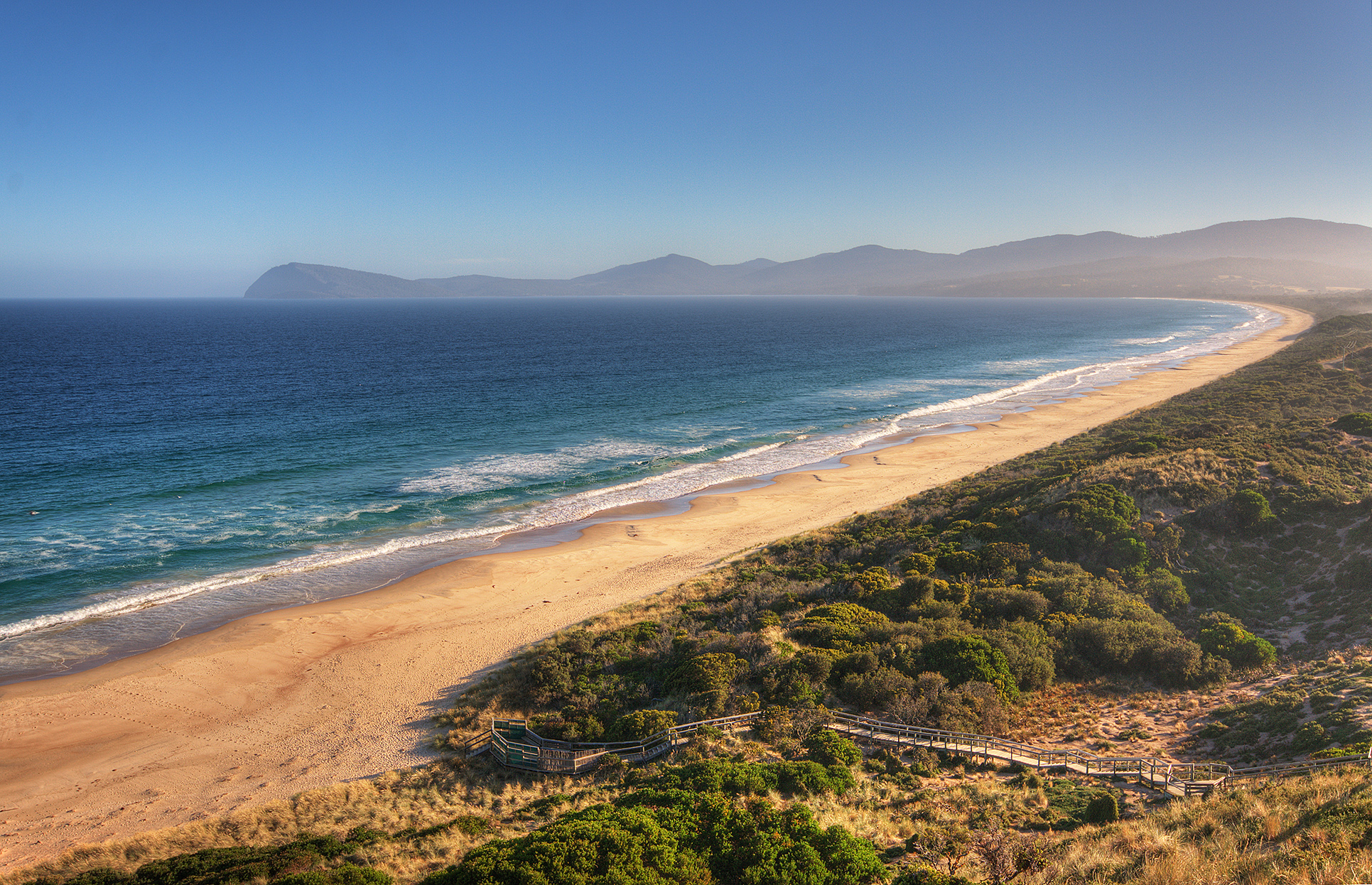
Die Bruny Island wurde im Überflug gefilmt
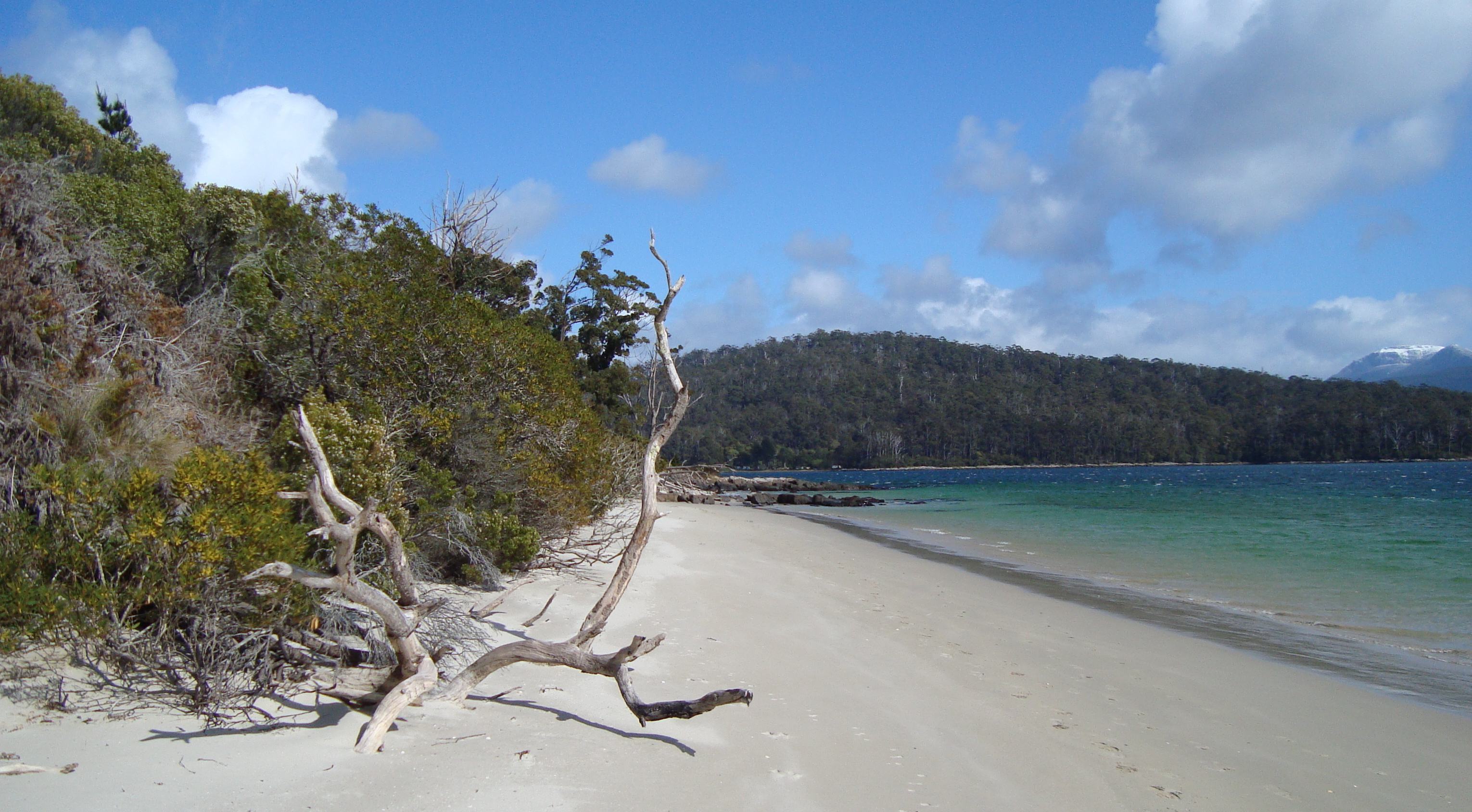
Der Recherche Bay an der Südküste Tasmaniens

### Filmmusik und Marketing
Die Filmmusik wurde von Dustin O’Halloran und Volker Bertelmann alias Hauschka komponiert, die gut miteinander befreundet sind. Der Regisseur Garth Davis hatte nach zwei verschiedenen Komponisten gesucht, die für die Filmmusik der beiden Hälften, in die Lion aufgeteilt ist, verantwortlich sind. Davis wollte Hauschka für die erste Hälfte des Films, weil dessen Musik eine große Menge kindlicher Elemente aufweist und eine gewisse Kühnheit zum Ausdruck bringt. O’Halloran übernahm die Komposition der Filmmusik in der zweiten Hälfte des Films, der von einer eher emotionalen Geschichte geprägt ist. Hauschka und O’Halloran arbeiteten anfänglich getrennt voneinander in ihren jeweiligen Studios in Düsseldorf und Los Angeles und setzten sich erst später zusammen, um ihre Ideen zusammenzubringen. Insgesamt hatten Hauschka und O’Halloran sechs Monate an der Musik für den schon so gut wie fertigen Film gearbeitet.
Der deutsche Komponist Hauschka wurde durch seine mit Hilfe präparierter Klaviere eingespielten Musikstücke bekannt. Der Regisseur Garth Davis hatte in Melbourne ein Konzert von Bertelmann besucht, bei dem der Musiker auf der Bühne beschrieben hatte, dass ihm ein solches Konzert innerlich wie eine Zugfahrt durch verschiedene Städte vorkomme. Dieses Bild hatte Davis gefallen, und genau eine solche Musik wollte er auch für seinen Film.
Das Lied Never Give Up wurde von der australischen Sängerin und Komponistin Sia eingesungen. Dieses Lied wurde am 18. November 2016 als Single veröffentlicht und stieg auf Platz 15 in die iTunes Soundtrack Charts Top 100 ein. Das Lied ist zudem das erste Lied des Soundtracks zum Film, der insgesamt 19 Tracks umfasst, am 25. November 2016 von Sony Classical in digitaler Version veröffentlicht wurde und am 2. Dezember 2016 als CD erschien.
Kritiker wie Scott Feinberg von The Hollywood Reporter erachteten bereits vor der Premiere die Filmmusik als Oscar-würdig, auch wenn nur wenige Passagen daraus bekannt waren. Für ihre Arbeit wurden Hauschka und O’Halloran im Rahmen der Golden Globe Awards 2017 im Dezember 2016 gemeinsam in der Kategorie Beste Filmmusik nominiert. Ebenfalls im Dezember 2016 wurde der Soundtrack als Anwärter bei der Oscarverleihung 2017 in der Kategorie Beste Filmmusik in die Kandidatenliste (Longlist) aufgenommen. Das auf dem Soundtrack enthaltene Lied Never Give Up wurde in die Longlist für den Besten Filmsong aufgenommen.
Im August 2016 wurde ein erster Trailer zum Film veröffentlicht.

### Veröffentlichung
The Weinstein Company sicherte sich im Rahmen der Internationalen Filmfestspiele von Cannes 2014 die weltweiten Vertriebsrechte für den Film, mit der Ausnahme von Australien und Neuseeland, wo der Film von Transmission Films vertrieben wird.
Der Film feierte am 10. September 2016 im Rahmen des Toronto International Film Festivals 2016 seine Premiere. Im Oktober 2016 wurde der Film im Rahmen des London Film Festivals vorgestellt und kam am 25. November 2016 in die US-amerikanischen Kinos. Den Verleih in Deutschland übernahm Universum Film. Ein deutscher Kinostart erfolgte am 23. Februar 2017. Am 23. Juni 2017 kam der Film in die chinesischen Kinos.

## Rezeption

### Altersfreigabe
In Deutschland ist der Film FSK 12. In der Freigabebegründung heißt es: „Einzelne dramatische und bedrohliche Situationen können [...] Kinder im Grundschulalter auch wegen der leichten Identifikation mit der Hauptfigur übermäßig belasten. Doch 12-Jährige sind in der Lage, sich ausreichend zu distanzieren. Die vielen ruhigen Passagen, die klare emotionale Orientierung mit positiver Auflösung der Konflikte sowie die Betonung von familiärer Harmonie geben ihnen ausreichend Halt, sodass für diese Altersgruppe keine Überforderung anzunehmen ist.“

### Kritiken
Der Film konnte 84 Prozent der 267 Kritiker bei Rotten Tomatoes überzeugen. Auf Metacritic erhielt der Film einen Metascore von 69 von 100 möglichen Punkten.
Bereits vor seiner Premiere wurde der Film als einer der vielversprechendsten Anwärter auf die Auszeichnung als Bester Film bei der Oscarverleihung 2017 gehandelt, und auch The Weinstein Company setzte diesbezüglich große Hoffnungen in den Film.
Peter Debruge von Variety spricht von der Verfilmung eines bemerkenswerten Drehbuchs, von einem eleganten, tiefen und einfühlsamen Ansatz und von herrlichen Breitbildaufnahmen, wobei viele davon aus hochauflösenden Draufsichten bestehen. Lion, so Debruge, sei als Spielfilmdebüt eine gute Werbung für den Regisseur, der zuvor selbst Werbespots drehte.
Marcel Reich von Welt Online erklärt, dass der Film sehr viel besser sei als sein Trailer, was er als außergewöhnlich empfindet: „Während der Trailer vermuten lässt, dass der Film die meiste Zeit in der Jetzt-Zeit spielt und die Kindheit nur durch Flashbacks erzählt wird, ist in Wirklichkeit die komplette erste Hälfte Saroos Kindheit in Indien gewidmet.“
Bettina Peulecke von NDR Kultur meint, die schönsten Geschichten schreibe bekanntermaßen immer noch das Leben. Wenn man diese auf die Leinwand bringe, könne das allerdings fürchterlich in die Hose gehen, so Peulecke, was bei Lion jedoch nicht der Fall sei, und der Verfilmung gelinge die Balance zwischen Rührung und Realismus in ehrlichen Bildern, die sich wohltuend vom farbenprächtig bis kitschigen Indienklischee abheben.

### Einspielergebnis
Einen besonders guten Start hatte der Film in Australien, wo er am 19. Januar 2017 seine Premiere feierte und Platz 1 der Kino-Charts erreichte. Auch in Neuseeland erreichte der Film die Spitze der Kino-Charts. In Deutschland verzeichnet Lion 538.620 Besucher. Die weltweiten Einnahmen des Films aus Kinovorführungen belaufen sich bislang auf rund 139 Millionen US-Dollar, wobei mehr als 51 Millionen US-Dollar in den USA erwirtschaftet wurden.

### Auszeichnungen (Auswahl)
Der Film und die Beteiligten erhielten eine große Zahl von Nominierungen und Auszeichnungen, darunter zwei Auszeichnungen und zudem drei Nominierungen im Rahmen der AACTA International Awards 2017, mehrere Nominierungen im Rahmen der NAACP Image Awards 2017, eine Nominierung im Rahmen der Excellence in Production Design Awards 2017 und eine Nominierung im Rahmen der Costume Designers Guild Awards 2017 für Cappi Ireland. Im Rahmen der Oscarverleihung 2017 erhielt Lion in sechs Kategorien eine Nominierung, darunter als Bester Film und für das Beste adaptierte Drehbuch. Die folgende Auflistung enthält eine Auswahl der bekanntesten Preisverleihungen.
American Society of Cinematographers Awards 2017
- Beste Kameraarbeit bei einem Kinofilm (Greig Fraser)[43]

Artios Awards 2017
- Nominierung für das Beste Casting in der Kategorie Studio or Independent Drama[44]

British Academy Film Awards 2017
- Auszeichnung als Bester Nebendarsteller (Dev Patel)
- Nominierung als Beste Nebendarstellerin (Nicole Kidman)
- Auszeichnung für das Beste adaptierte Drehbuch (Luke Davies)
- Nominierung für die Beste Kamera (Greig Fraser)
- Nominierung für die Beste Filmmusik (Dustin O’Halloran und Volker Bertelmann)[45][46]

Critics’ Choice Movie Awards 2016 (Dezember)
- Nominierung als Bester Film
- Nominierung für das Beste adaptierte Drehbuch (Luke Davies)
- Nominierung für die Beste Filmmusik (Dustin O’Halloran und Volker Bertelmann)
- Nominierung als Bester Nebendarsteller (Dev Patel)
- Nominierung als Beste Nebendarstellerin (Nicole Kidman)
- Nominierung als Bester Jungdarsteller (Sunny Pawar)[47]

Directors Guild of America Awards 2017
- Nominierung als Beste Filmproduktion 2016 (Garth Davis)
- Auszeichnung als Beste Filmproduktion eines Spielfilmregiedebüts 2016 (Garth Davis)[48][49]

Evening Standard British Film Awards 2017
- Auszeichnung als International Film of the Year[50]
- Nominierung als Bester Darsteller – Shortlist (Dev Patel)[51]

Golden Globe Awards 2017
- Nominierung als Bestes Filmdrama
- Nominierung als Bester Nebendarsteller (Dev Patel)
- Nominierung als Beste Nebendarstellerin (Nicole Kidman)
- Nominierung für die Beste Filmmusik (Dustin O’Halloran und Volker Bertelmann)[52]

Grammy Awards 2018
- Nominierung als Best Song Written For Visual Media (Never Give Up, Sia Furler und Greg Kurstin)[53]

Hollywood Film Award 2016

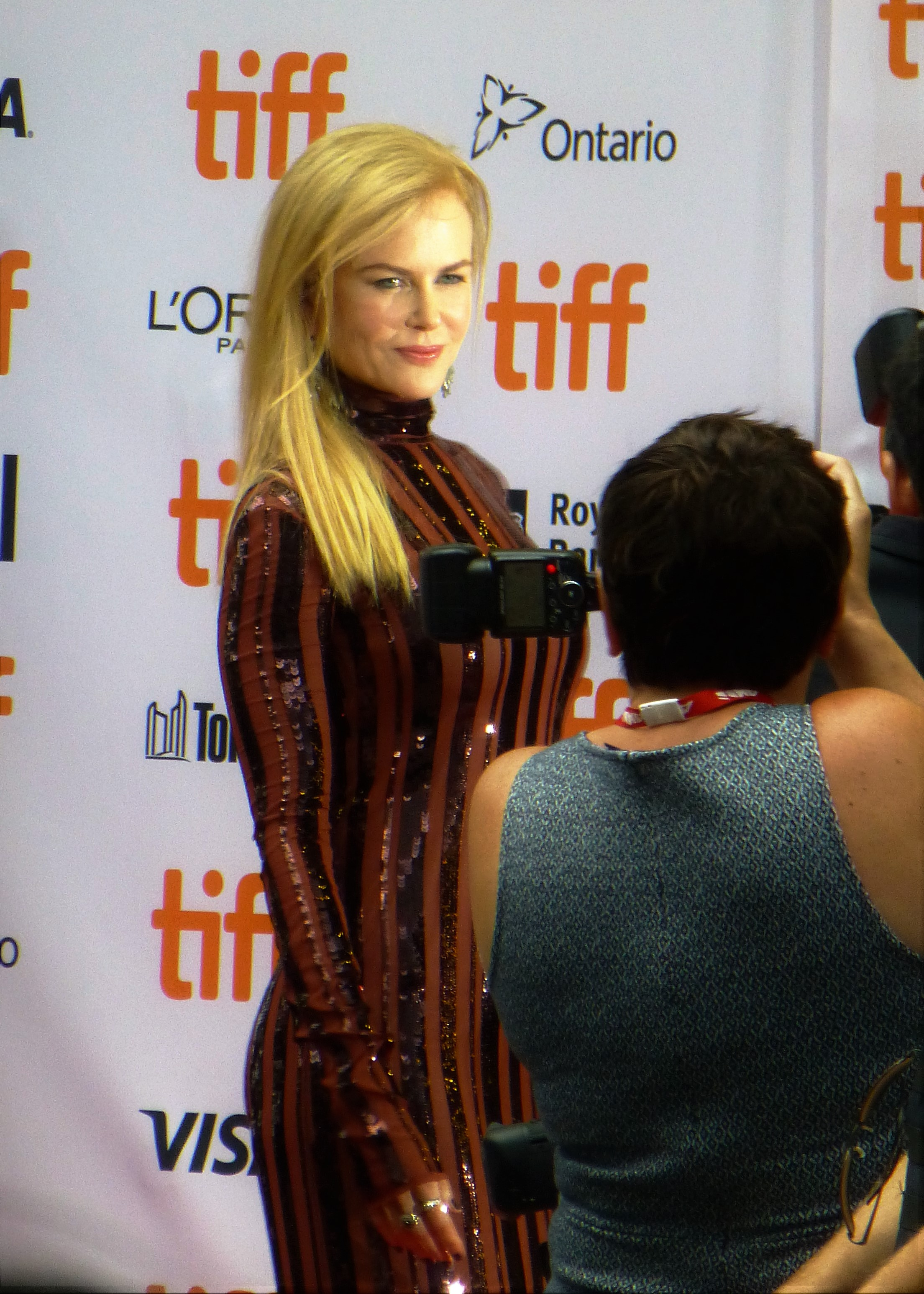
Nicole Kidman, hier bei der Premiere beim Toronto International Film Festival 2016, spielt im Film Saroos Adoptivmutter Sue Brierley

- Auszeichnung mit dem Hollywood Supporting Actress Award (Nicole Kidman)[54]

Hollywood Music In Media Awards 2016
- Nominierung als Beste Filmmusik (Dustin O’Halloran & Hauschka)[55]

Oscarverleihung 2017
- Nominierung als Bester Film
- Nominierung als Bester Nebendarsteller (Dev Patel)
- Nominierung als Beste Nebendarstellerin (Nicole Kidman)
- Nominierung für das Beste adaptierte Drehbuch (Luke Davies)
- Nominierung für die Beste Kamera (Greig Fraser)
- Nominierung für die Beste Filmmusik (Dustin O’Halloran und Hauschka)[56]

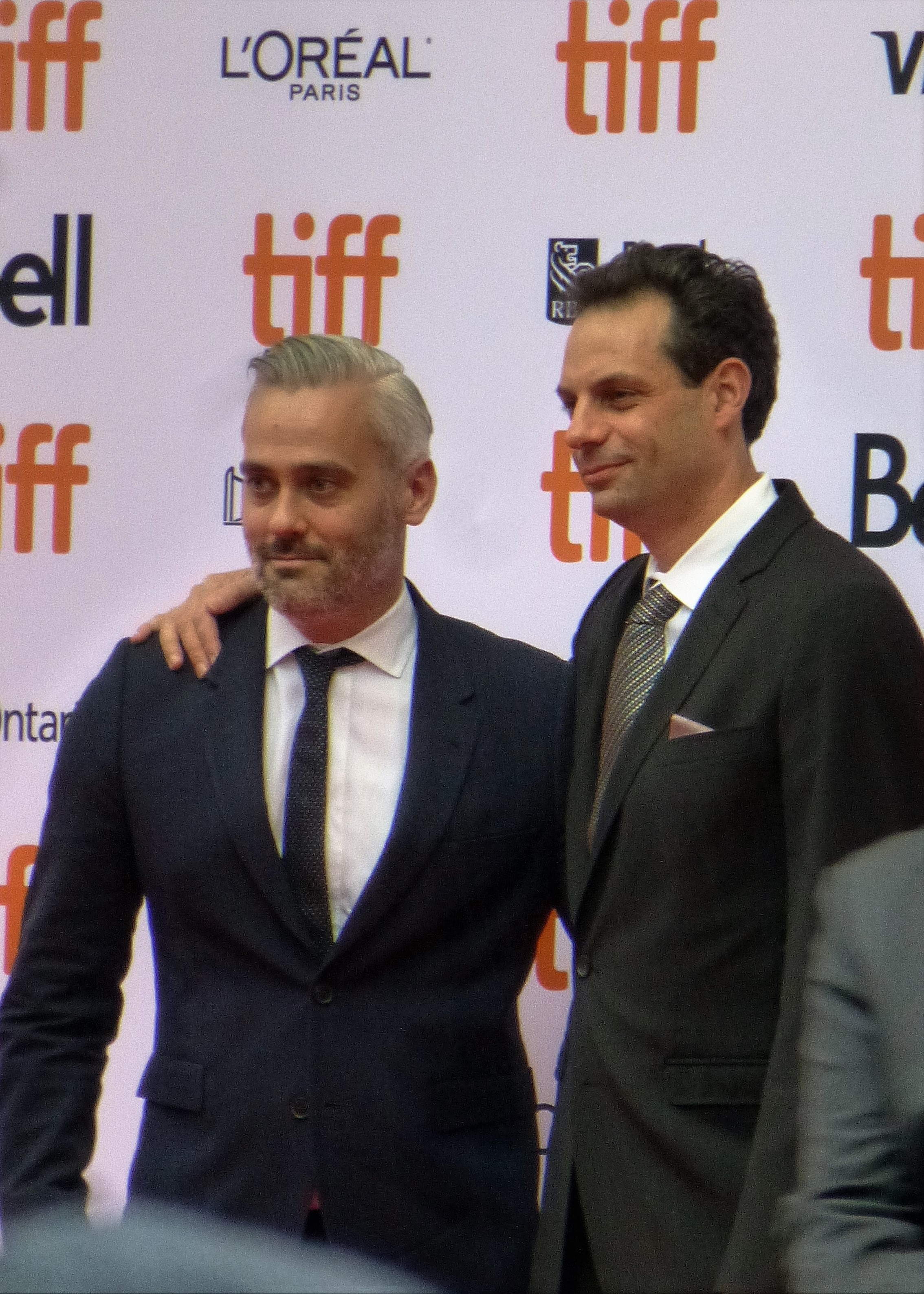
Iain Canning und Emile Sherman in Toronto

Producers Guild of America Awards 2017
- Nominierung für The Darryl F. Zanuck Award (Emile Sherman, Iain Canning und Angie Fielder)[57]

Satellite Awards 2016
- Nominierung als Bester Film
- Nominierung für das Beste adaptierte Drehbuch (Luke Davis)
- Nominierung für den Besten Filmschnitt (Alexandre de Franceschi)
- Nominierung als Beste Nebendarstellerin (Nicole Kidman)
- Nominierung als Bester Nebendarsteller (Dev Patel)[58]

Saturn Awards 2017
- Nominierung als Bester Independentfilm[59]

Screen Actors Guild Awards 2017
- Nominierung als Bester Nebendarsteller (Dev Patel)
- Nominierung als Beste Nebendarstellerin (Nicole Kidman)[60]

Washington DC Area Film Critics Association Awards 2016
- Nominierung als Bester Kinderdarsteller (Sunny Pawar)
- Nominierung für das Beste adaptierte Drehbuch (Luke Davies)[61]

Young Artist Awards 2017
- Nominierung als Bester Hauptdarsteller in einem Spielfilm in der Kategorie Young Actor (Sunny Pawar)[62]